# Willie Miller
William Ferguson Miller MBE (Glasgow, 2 de maig de 1955) és un exfutbolista escocès de la dècada de 1980 i entrenador.
Fou 65 cops internacional amb la selecció d'Escòcia amb la qual participà en la Copa del Món de futbol de 1982 i a la Copa del Món de futbol de 1986.
Pel que fa a clubs, defensà els colors de l'Aberdeen FC, on jugà 560 partits de lliga.
El 2004 fou inclòs a l'Scottish Football Hall of Fame.
Fou entrenador de l'Aberdeen entre 1992 i 1995.

## Palmarès
Jugador
Aberdeen
- Lliga escocesa de futbol (3): 1979-80, 1983-84, 1984-85[14]
- Copa escocesa de futbol (4): 1981-82, 1982-83, 1983-84, 1985-86
- Copa de la Lliga escocesa de futbol (3): 1976-77, 1985-86, 1989-90[15]
- Recopa d'Europa de futbol (1): 1982-83[16][17]
- Supercopa d'Europa de futbol: (1) 1983[18][19]

Entrenador
Aberdeen
- Aberdeenshire Cup: 1992-93